# Marginaleyrodes fenestrata
Marginaleyrodes fenestrata là một loài côn trùng cánh nửa trong họ Aleyrodidae, phân họ Aleyrodinae.
Marginaleyrodes fenestrata được Takahashi miêu tả khoa học đầu tiên năm 1955.